# Elaeocarpus parviflorus
Elaeocarpus parviflorus är en tvåhjärtbladig växtart som beskrevs av Johan Baptist Spanoghe. Elaeocarpus parviflorus ingår i släktet Elaeocarpus och familjen Elaeocarpaceae. Inga underarter finns listade i Catalogue of Life.